# Phytomyza deflecta
Phytomyza deflecta är en tvåvingeart som beskrevs av Friedrich Georg Hendel 1920. Phytomyza deflecta ingår i släktet Phytomyza och familjen minerarflugor.
Artens utbredningsområde är Österrike. Inga underarter finns listade i Catalogue of Life.